# Curtis Clark (Kameramann)
Curtis Clark (* 25. Januar 1946 in Oak Ridge, Tennessee) ist ein US-amerikanischer Kameramann.

## Leben
Curtis Clark besuchte die London Film School und war seit Ende der 1960er als Kameramann tätig, vor allem für diverse Fernsehfilme. Zu seinen Kinoarbeiten zählten Der Kontrakt des Zeichners (1982), Extremities (1986), Triumph des Geistes (1989) und Sein größtes Spiel (1991). Neben der Filmarbeit fokussierte er sich vor allem auf Werbung.
Curtis Clark engagierte sich seit 1991 in der American Society of Cinematographers (ASC). Er gründete dort 2003 das ASC Motion Imaging Technology Council (MITC), das er bis heute leitet. In diesem Rat setzt sich die ASC mit den Neuerungen der Kamerabranche auseinander. Clark, der an Neuerungen bereits früh in seiner Karriere interessiert war, vermittelte dort sein Fachwissen und half der Branche neue Technologien zu entwickeln und anzuwenden. Ein Fokus lag auf dem digitalen Film. Unter seiner Führung arbeitete das MITC eng mit der Digital Cinema Initiatives (DCI) zusammen. Gemeinsam entwickelte man mehrere digitale Standards für den Digitalfilm, darunter das Standard Evaluation Material sowie die ASC-PGA Image Control Assessment Series (ICAS).
2013 erhielt er den President’s Award der 1919 gegründeten Vereinigung der Kameraleute. 2014 erhielt er zusammen mit Joshua Pines, David Reisner, Lou Levinson und David Register den Technical Achievement Award („for the development of the American Society of Cinematographers Color Decision List“), der im Rahmen der  Scientific & Technical Awards der Academy of Motion Picture Arts and Sciences verliehen wurde. Im Rahmen der Oscarverleihung 2019 wurde er mit der John A. Bonner-Medaille ausgezeichnet.
2022 wurde der ASC Curtis Clark Technical Achievement Award nach ihm benannt. erster Preisträger des technischen Awards war Dan Sasaki, Präsident der Abteilung Optical Engineering and Lens Strategy bei Panavision.

## Filmografie (Auswahl)
- 1982: Der Kontrakt des Zeichners (The Draughtsman’s Contract)
- 1982: Giro City
- 1983: Four American Composers (Fernsehfilm)
- 1983: Nelly’s Version (Fernsehfilm)
- 1984: The Beniker Gang
- 1985: Bibos abenteuerliche Flucht (Follow That Bird)
- 1985: Mord à la Carte (Thirteen at Dinner)
- 1986: Mord mit verteilten Rollen (Dead Man’s Folly)
- 1986: Extremities
- 1987: Made in USA
- 1988: Thy Kingdom Come... Thy Will Be Done
- 1988: Dominick & Eugene (Dominick and Eugene)
- 1989: Triumph des Geistes (Triumph of the Spirit)
- 1991: Sein größtes Spiel (Talent for the Game)